# Кобець Степан Іванович
Кобець Іван Степанович — ветеран війни, учасник бойових дій. Народився 03.08.1921 року на хуторі Каплиця Глухівського району Сумської області, за старим поділом. Помер у селі Славне Роздольненського району АР Крим 03.08.1999 року.

## Сім'я
Народився у сім'ї селянина на хуторі Каплиця. Мав синів Анатолія та Олександра. У Олександра є син Богдан, був професійним футболістом. Після анексії Росією Криму, залишився жити та працювати у окупованому Криму.

## Життєпис
20.10.1940 року призваний до Чорноморського флоту у званні старшого червонофлотця. Службу проходив 707 Авіабазі, кулеметником 29 Авіабази, водієм. Брав участь у бойових діях, був поранений. Мав нагороду: Орден Вітчизняної війни, Медаль "За оборону Кавказу", "За оборону Одеси". Демобілізований 06.11.1948 року.